# Thymoites nentwigi
Thymoites nentwigi är en spindelart som beskrevs av Yoshida 1994. Thymoites nentwigi ingår i släktet Thymoites och familjen klotspindlar. Inga underarter finns listade i Catalogue of Life.